# Timon (Maranhão)
Timon, amtlich portugiesisch Município de Timon, ist eine Stadt im brasilianischen Bundesstaat Maranhão. Sie ist sowohl nach Bevölkerung, Wirtschaft als auch nach Wählern die drittgrößte Stadt des Staates. Ihre Einwohnerzahl lag im Volkszählungsjahr 2010 bei 155.460 Timonensern. Die Bevölkerungszahl wurde zum 1. Juli 2020 auf 170.222 Einwohner geschätzt, die auf einer Gemeindefläche von rund 1764,6 km² leben. Die Bevölkerungsdichte liegt rechnerisch bei 89 Personen pro km², rund 87 % leben jedoch im urbanen Hauptort.
Die Universidade Estadual do Maranhão unterhält in Timon das Centro de Estudos Superiores de Timon (CESTI).

## Geographie
Timon liegt am linken Ufer des Rio Parnaíba, der die Grenze zwischen den Bundesstaaten Maranhão und Piauí bildet. Auf der anderen Seite des Flusses liegt Teresina, die Hauptstadt von Piauí, mit der es eine gemeinsame Grenze hat. Von São Luís, der Hauptstadt Maranhãos, ist Timon 450 Kilometer entfernt.
Sie gehört als einzige Stadt Maranhãos zur piauischen regionalen Entwicklungsregion Região Integrada de Desenvolvimento da Grande Teresina.
Das Biom ist brasilianischer Cerrado.

## Geschichte
Die Besiedlung von Timon begann im 18. Jahrhundert als der Verbindungsweg zwischen den heutigen Orten Oeiras (ehemals Vila da Mocha) und Caxias (ehemals Aldeias Altas) an Bedeutung gewann. Der Fluss- und Grenzübergang zum Rio Parnaíba wurde die Santo-Antônio-Passage genannt und befand sich nur etwa 13 km vom Siedlungskern Timons entfernt. Ab 1863 hieß das Dorf São José das Cajazeiras und wurde am 22. Dezember 1890 in einen höheren Status und mit neuem Namen in Vila de Flores umgewandelt. Am 10. April 1924 erfolgte durch das „Lei nº 1.139“ die Erhebung zur Stadt, das Datum ist als Gründungsdatum im Stadtwappen vermerkt. Da es einen gleichnamigen Ort in Brasilien gab, wurde durch das Dekret „Lei nº 820“ von 1943 eine erneute Namensänderung verfügt. Die Gemeinde hieß nun Município de Timon, benannt zu Ehren des Schriftstellers João Francisco Lisboa, der den Beinamen Timon Maranhense trug aufgrund einer von ihm herausgebenden berühmten, den altgriechischen Timon von Athen im Titel führenden Zeitschrift.

## Klima
Die Gemeinde hat tropisches Klima, Aw nach der Klimaklassifikation nach Köppen und Geiger. Die Durchschnittstemperatur ist 27,5 °C. Die durchschnittliche Niederschlagsmenge liegt bei 1383 mm im Jahr.
|                   | Jan  | Feb  | Mär  | Apr  | Mai  | Jun  | Jul  | Aug  | Sep  | Okt  | Nov  | Dez  |   |      |
| Temperatur (°C)   | 26,8 | 26,5 | 26,9 | 26,8 | 26,5 | 26,5 | 26,7 | 28,0 | 29,1 | 29,2 | 28,7 | 27,8 | Ø | 27,5 |
| Niederschlag (mm) | 193  | 241  | 313  | 260  | 118  | 21   | 11   | 7    | 12   | 22   | 65   | 120  | Σ | 1383 |

## Kommunalverwaltung
Die Exekutive liegt bei dem Stadtpräfekten (Bürgermeister). Bei der Kommunalwahl 2016 wurde Luciano Leitoa des Partido Socialista Brasileiro (PSB) zum Stadtpräfekten für die Amtszeit von 2017 bis 2020 wiedergewählt.
Die Legislative liegt bei einem 21-köpfigen gewählten Stadtrat, den vereadores der Câmara Municipal.

## Bevölkerungsentwicklung
| Jahr | Einwohner | Stadt   | Land   |
| --- | --------- | ------- | ------ |
| 1991 | 107.439   | 90.814  | 16.625 |
| 2000 | 129.692   | 113.066 | 16.626 |
| 2010 | 155.460   | 135.133 | 20.327 |
| 2020 | 170.222   | ?       | ?      |
| Die zur Anzeige dieser Grafik verwendete Erweiterung wurde dauerhaft deaktiviert. Wir arbeiten aktuell daran, diese und weitere betroffene Grafiken auf ein neues Format umzustellen. (Mehr dazu) |           |         |        |

Quelle: IBGE (2011)

## Durchschnittseinkommen und Lebensstandard
Das monatliche Durchschnittseinkommen betrug 2017 den Faktor 1,8 des brasilianischen Mindestlohns (Salário mínimo) von R$ 880,00 (Einkommen umgerechnet für 2019: rund 358 € monatlich). Der Index der menschlichen Entwicklung (HDI) ist mit 0,649 für 2010 als mittelhoch eingestuft.
2017 waren 14.633 Personen oder 8,7 % der Bevölkerung als fest im Arbeitsverhältnis stehend gemeldet, 44,5 % der Bevölkerung hatten 2010 ein Einkommen von der Hälfte des Minimallohns.
Über 20.300 Familien erhielten im Oktober 2019 Unterstützung durch das Sozialprogramm Bolsa Família.
Das Bruttosozialprodukt pro Kopf betrug 2016 9616,57 R$, das Bruttosozialprodukt der Gemeinde belief sich auf rund 1599,2 Mio. R$.

## Analphabetenquote
Timon hatte 1991 eine Analphabetenquote von 44,2 % (inklusive Grundschulabbrecher), die sich bei der Volkszählung 2010 bereits auf 22,4 % reduziert hatte. 29 % der Bevölkerung waren 2010 Kinder und Jugendliche bis 15 Jahre.

## Ethnische Zusammensetzung
Ethnische Gruppen nach der statistischen Einteilung des IBGE (Stand 2000 mit 129.692 Einwohnern, Stand 2010 mit 155.460 Einwohnern):
| Gruppe      | Anteil 2000 | Anteil 2010 | Anmerkung                        |
| ----------- | ----------- | ----------- | -------------------------------- |
| Pardos      | 90.826      | ▲ 109.936   | Mischrassige, Mulatten, Mestizen |
| Brancos     | 25.217      | ▼ 24.490    | Weiße, Nachfahren von Europäern  |
| Pretos      | 12.877      | ▲ 17.911    | Schwarze                         |
| Amarelos    | 90          | ▲ 2.970     | Asiaten                          |
| Indígenas   | 130         | ▲ 153       | indigene Bevölkerung             |
| ohne Angabe | 552         | –           |                                  |

## Persönlichkeiten
- Joelma Sousa (* 1984), Sprinterin